# Royal Greenland Seafood
Royal Greenland Seafood A/S er en dansk virksomhed, der sælger fisk og fiskeprodukter fra Royal Greenland, som også er virksomhedens moderselskab. Virksomheden blev grundlagt i 1987 og har hovedkvarter i Svenstrup J. Der er ca. 160 ansatte i Royal Greenland Seafood, der årligt sælger produkter fra Royal Greenland til en værdi af 3,9 mia. danske kroner. Salget foregår igennem Royal Greenland Seafood og datterselskaber i 12 lande.